# Gérard Barray
Gérard Barray, nacido como Gérard Marcel Louis Baraillé (Toulouse, Mediodía-Pirineos, 2 de noviembre de 1931-Marbella, Málaga, España, 15 de febrero de 2024) fue un actor francés, afincado en España.

## Biografía
Los padres de Gérard Barray, propietario de una fábrica y su esposa, que había estudiado tres idiomas, se separaron poco después de su nacimiento. Se traslada con su madre a Montauban, donde ella dirige una maternidad. Gérard Barray terminó sus estudios en Toulouse y tocaba jazz. Comenzó a estudiar medicina, pero pronto se trasladó a París con una carta de recomendación de la actriz Camille Ricard, que había descubierto su talento interpretativo en Toulouse, donde trabajaba para la compañía teatral de Noël Roquevert. Tomó clases en el "Cours Simon" y obtuvo el premio del jurado al cabo de cuatro años.
En el teatro, interpreta a Stanislas junto a Edwige Feuillère en "L'Aigle à deux têtes", de Jean Cocteau. Había asumido el papel, creado anteriormente por Jean Marais. 
Barray también se hizo famoso en los años 60, principalmente como héroe de capa y espada, por ejemplo como D'Artagnan en la película en dos partes Los tres mosqueteros y en el papel protagonista de las dos películas sobre el aventurero Robert Surcouf (Bajo la bandera del tigre, Trueno sobre el océano Índico). Como héroe de series cinematográficas, también fue suscrito como Chevalier de Pardaillan y Comisario San-Antonio. En 1969, Barray mostró su lado oscuro en el thriller El testigo: el testigo de un asesinato (Claude Jade) se enamora de su oscuro encanto. Este papel fue su último gran protagónico.
El hombre que sedujo a iconos de la pantalla como Mylène Demongeot, Claude Jade, Anna Karina y Sylva Koscina estuvo menos ocupado en la década de 1970, pero hizo una breve reaparición en un pequeño papel en Abre los ojos. A continuación, interpretó papeles secundarios en otras películas españolas. 
Cuando interpretó a Don Alfonso en las dos películas de Karl May Los Violentos de Rio Bravo y Cumbres de violencia, conoció a su futura esposa, la bailaora de flamenco española Teresa Lorca. Apareció como Karja en ambas películas. Se casó con Lorca el 16 de junio de 1965 en Montauban. Fue la madre de sus hijos Julien y Marie.
En enero de 2010, Barray fue condecorado con la Orden de las Artes y las Letras.
Barray pasó su jubilación en Andalucía. Murió allí el 15 de febrero de 2024 a la edad de 92 años.

## Filmografía parcial
- 1960: Un juego para seis amantes
- 1960: El capitán Fracassa
- 1961: Los 3 Mosqueteros
- 1965: El tigre de los siete mares
- 1966: Tormenta sobre el Pacífico
- 1966: Operación Silencio
- 1967: Una intrusa en la marina
- 1968: Llamas sobre el Adriático
- 1969: El testigo
- 1970: Helena y Fernanda
- 1970: El triangulito
- 1972: Un verano para matar
- 1997: Abre los ojos
- 2003: El misterio Galíndez